# شینتارو تسوجی
شینتارو تسوجی (انگلیسی: Shintaro Tsuji؛ زادهٔ ۷ دسامبر ۱۹۲۷) فیلم‌نامه‌نویس و کارآفرین اهل ژاپن است، که در سال ۱۹۶۰ شرکت سانریو را تأسیس کرد.